# Wolfgang Müller
Wolfgang Müller, né le 10 août 1953 à Cologne, est un acteur et acteur de doublage allemand.

## Biographie et carrière
Wolfgang Müller commence sa carrière au début des années 1970 avec des rôles dans les séries télévisées allemandes telles Le Renard, Inspecteur Derrick, Alterte Cobra, Tatort.
Dès 2002, il incarne, dans la série Um Himmels Willen, Hermann Huber, un entrepreneur en bâtiment (226 épisodes).
Il est également acteur de doublage. Depuis 1987, il est la voix allemande de Patrick Swayze, Jason Isaacs (Lucius Malfoy) dans Harry Potter, Christian Clavier, Pascal Légitimus et bien d’autres.

## Filmographie (sélection)

### Films
- 1983 : Au nom de tous les miens de Robert Enrico: Mokotow
- 2000 : X-Men de Bryan Singer: Le soldat allemand
- 2006 : Tristan et Yseult de Kevin Reynolds: Rothgar

### Téléfilms
- 1976 : Taxi 4012 de Theodor Grädler: L’adolescent
- 1978 : Gutenbach de Michael Verhoeven: Le policier Meyer
- 1987 : Das Haus im Nebel d’Oswald Döpke: Peter Roland
- 2003 : Hitler, la naissance du mal de Christian Duguay: Gregor Strasser

### Séries télévisées
- 1975 : Der Kommissar: Ein Grenzüberschreitung: Toni Kerk
- 1976 : Inspecteur Derrick: Risque (Risiko): Alex Schech
- 1977 : Inspecteur Derrick: Encaissement (Inkasso): Achim Breiteck
- 1978 : Le Renard: La colonne (Die Kolonne): Klaus Urbanek
- 1979 : Inspecteur Derrick: Facteur L (Der L-Faktor): Michael Bruhn
- 1980 : Inspecteur Derrick: L’accident (Eine Rechnung geht nicht auf): Achim Moldau
- 1980 : Le Renard: Meurtre programmé (Mord nach Plan): Uwe Jensen
- 1982 : Tatort: Trimmel und Isolde: Gerber
- 1983 : Le Renard: Service entre amis (Freundschaftsdienst): Christoph Bessler
- 1984 : Inspecteur Derrick: Enquête parallèle (Keine schöne Fahrt nach Rom): Hamann
- 1985 : Inspecteur Derrick: La trompette (Gregs Trompete): Un des musiciens de Greg
- 1986 : Inspecteur Derrick: Carmen (Das absolute Ende): Hans Mahler
- 1988 : Die Männer vom K3 (38 épisodes): Tommie Beyer
- 1990 : L’Enquêteur (Der Fahnder):Puppe, Atze, Keule: Le beau-père
- 1993 : Euroflics (Eurocops) : Alte Freunde
- 1993 : Tatort: Flucht nach Miami: Markus Schättle
- 1993 : Un cas pour deux : La mort de Martin (Martins Tod): Jochen Biller
- 1993 : Wolff, police criminelle: Poulet frit (Galgenfrist): Paul Bockel
- 1995 : Marienhof (4 épisodes): Hans Gerster
- 1995 : Polizeiruf 110: 1A Landeier
- 1995 : Polizeiruf 110: Roter Kaviar
- 1997 : Polizeiruf 110: Gänseblümchen: Huffer
- 1997 : Alerte Cobra: Shotgun: Steininger
- 1998 : Polizeiruf 110: Mordsmässig Mallorca
- 2000 : Polizeiruf 110: La Paloma
- 2000 : Polizeiruf 110: Bruderliebe: Le maire
- 2000 : Alerte Cobra: Hase und Igel: Armin Walter
- 2000 : Tatort: Direkt ins Herz: Roland Weller
- 2000 : Wolff, police criminelle: Dérapage (Fahrstunde): Dietrich Kansky
- 2001 : L’Enquêteur (Der Fahnder): Der verlorene Vater
- 2002-2020 : Um Himmels Willen (226 épisodes): Hermann Huber
- 2018-2019 : Der Bergdoktor (4 épisodes): Toni Neureuther

## Acteur de doublage (sélection)
- 1986 : Neuf semaines et demi: John Gray (Mickey Rourcke)
- 1987 : Dirty Dancing: Johnny Castle (Patrick Swayze)
- 1988 : Tiger Warsaw: Chuck “Tiger” Warsaw (Patrick Swayze)
- 1993 : Un père en cavale:  Jack Charles (Patrick Swayze)
- 1994 : Un ange gardien pour Tess: Barry Carlisle (Edward Albert)
- 1995 : Les Trois Frères : Pascal Eusèbe Désiré Latour (Pascal Légitimus)
- 1997 : La Bête aux cinq doigts : Hilary Cummins (Peter Lorre)
- 1997 : Relic: Le Lt Vincent D’Agosta (Tom Sizemore)
- 1998 : Lettres à un tueur : Race Darnell (Patrick Swayze)
- 2000 : Vertical Limit: Elliot Vaughn (Bill Paxton)
- 2002 : Harry Potter et la Chambre des secrets : Lucius Malfoy (Jason Isaacs)
- 2004 : Dirty Dancing 2: Le professeur de danse (Patrick Swayze)
- 2005 : Harry Potter et la Coupe de feu: Lucius Malfoy (Jason Isaacs)
- 2007 : Harry Potter et l'Ordre du Phénix: Lucius Malfoy (Jason Isaacs)
- 2007 : Demandez la permission aux enfants: Francis (Pascal Légitimus)
- 2010 : Kung Fu Nanny: Glaze (George Lopez)
- 2010 : Le Jackpot de Noël: Wayne Saunders (Patrick Swayze)
- 2010 : Harry Potter et les Reliques de la Mort, partie 1: Lucius Malfoy (Jason Isaacs)
- 2011 : Harry Potter et les Reliques de la Mort, partie 2: Lucius Malfoy (Jason Isaacs)
- 2015 : Babysitting 2: Alain (Christian Clavier)
- 2016 : Les Visiteurs : La Révolution: Jacquouille la Fripouille / Jacquouillet / Edmond Jacquart, descendant en 1943 (Christian Clavier)
- 2018 : Les Aventures de Spirou et Fantasio : le comte Pacôme de Champignac (Christian Clavier)
- 2019 : Qu'est-ce qu'on a encore fait au Bon Dieu ?: Claude Verneuil (Christian Clavier)